# I soliti ignoti
I soliti ignoti és una pel·lícula italiana dirigida per Mario Monicelli el 1958. La pel·lícula va rebre una nominació a l'Oscar a la millor pel·lícula estrangera. Les carreres dels actors Vittorio Gassman i Marcello Mastroianni es van veure afectades positivament per la popularitat d'aquest film. S'ha doblat al català.

## Argument
Uns lladres intenten robar una tenda d'empenyoraments. Abans i durant l'intent del robatori tindran més d'un mal de cap.

## Repartiment

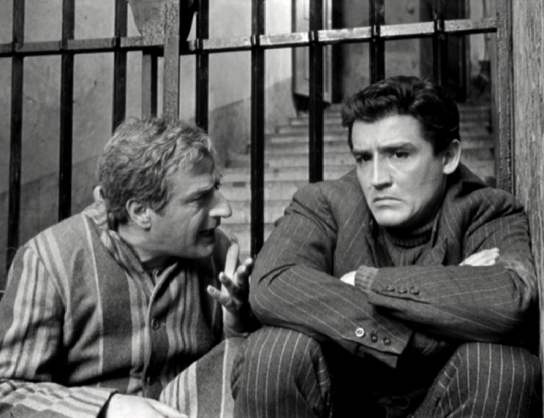
Memmo Carotenuto i Vittorio Gassman.

- Vittorio Gassman: Giuseppe Marchetti
- Marcello Mastroianni: Tiberio Braschi
- Totò: Dante Cruciani
- Claudia Cardinale: Carmelina Nicosia
- Renato Salvatori: Mario Angeletti
- Tiberio Murgia: Michele Nicosio
- Carla Gravina: Nicoletta
- Memmo Carotenuto: Cosimo Proietti
- Carlo Pisacane: Pierluigi Capannelle
- Rossana Rory: Norma
- Gina Rovere: esposa de Tiberio

## Premis i nominacions
Entre tots els guardons a què va optar la pel·lícula, destaquen els següents:

### Premis
- 1958. Festival Internacional de Cinema de Sant Sebastià: Silver Seashell per Mario Monicelli
- 1959. Nastro d'Argento al millor actor per Vittorio Gassman
- 1959. Nastro d'Argento al millor guió per Mario Monicelli, Age & Scarpelli i Suso Cecchi D'Amico

### Nominacions
- 1959. Oscar a la millor pel·lícula estrangera